# Centaure (constellation)
Centaurus
Pour les articles homonymes, voir Centaure (homonymie).
Le Centaure est une constellation de l'hémisphère sud, l'une des plus vastes du ciel. Elle contient un nombre assez considérable d'étoiles brillantes, 10 d'entre elles dépassant la magnitude apparente 3.

## Histoire

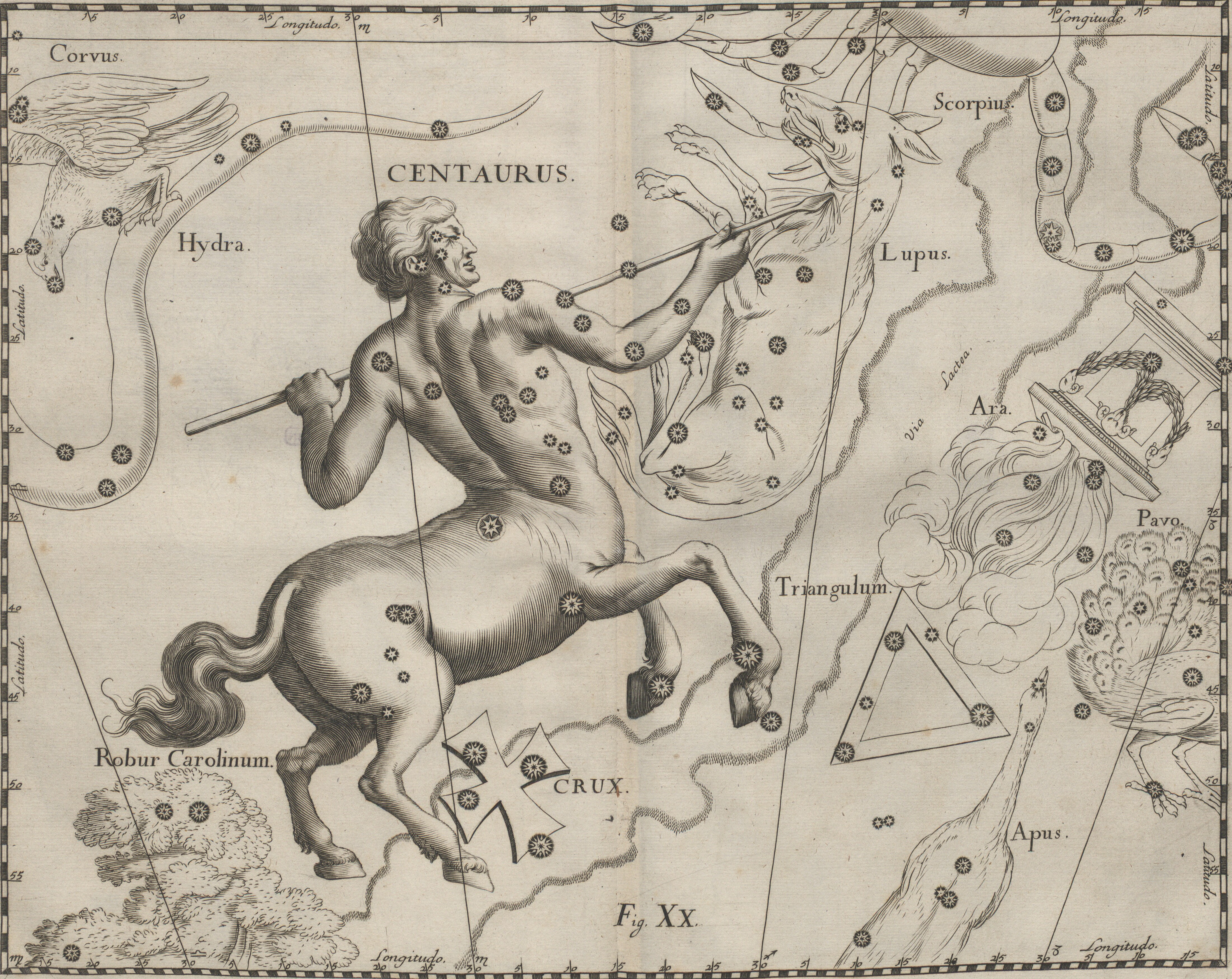
Le Centaure dans l'Uranographia de Johannes Hevelius.

La constellation du Centaure fait partie des 48 constellations répertoriées par Ptolémée dans son Almageste. Elle était déjà mentionnée par Eudoxe (IVe siècle av. J.-C.) et Aratos de Soles (IIIe siècle av. J.-C.)
Dans la mythologie grecque, le centaure (créature mi-homme, mi-cheval) que cette constellation désigne serait Chiron, le plus sage des centaures, précepteur de Jason et d'Hercule. Certaines sources lui attribuent aussi le Sagittaire, bien que Pholos ou Crotos soient plus souvent associés à ce dernier.

## Observation du ciel

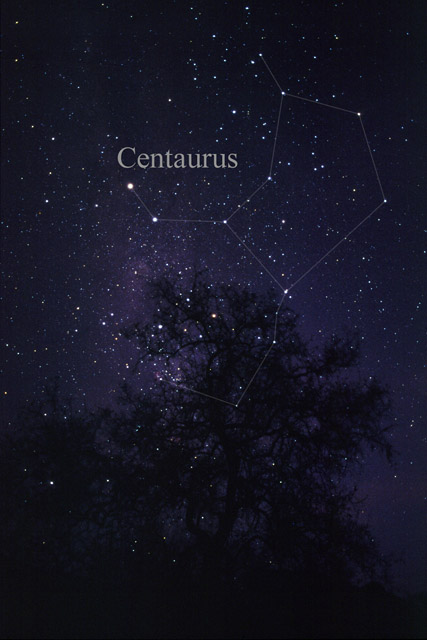
Constellation du Centaure.

Visibilité nocturne de la constellation. Animation du ciel austral.

Le Centaure est une vision splendide du ciel austral, par son nombre d'étoiles brillantes, mais sa forme générale n'est pas très facile à tracer. Il n'est bien visible que pour les observateurs situés suffisamment au sud, en pratique au moins sous les tropiques.

### Localisation de la constellation
Le Centaure est sur l'alignement qui passe par α Bootis (Arcturus) et α Virginis (Spica) : cet alignement touche le Centaure sur ι (le coude) et γ (la croupe) avant de toucher la Croix du Sud. Alpha du Centaure est à 60°S, soit ~50° plus au Sud que α Virginis.
Par ailleurs, le Centaure est sur la Voie lactée, entre deux autres constellations très riches : le Scorpion à l'ouest, et le Navire Argo à l'est.
La proximité de la Croix du Sud permet d'orienter facilement les alignements nord/sud.

### Forme de la constellation
Les deux premières étoiles visibles sont Rigil Kenttaurus (α Cen) et Hadar (β Cen), assez proches (~5°) l'une de l'autre, et très brillantes (mag 0). Dans leur alignement vers l'Ouest, on repère ensuite facilement la Croix du Sud.
La partie « chevaline » du centaure enjambe la croix. Elle est marquée notamment par γ Cen, étoile brillante située dans l'axe de la Croix du Sud. ε Cen, l'étoile située sensiblement entre γ et α, marque la jonction des pattes avant. ζ Cen est la troisième étoile qui ferme le triangle de la partie "chevaline", au nord de β. Les pattes arrière du Centaure sont au niveau de la Croix du Sud, entre cette constellation et le début du Navire Argo.
La tête du Centaure est marquée par θ Cen, l'étoile brillante située 25° au Nord de α et β, au terme d'un alignement vague et zig-zagant, sorte de "W" très aplati, formé par β, ε, ζ, ν et θ.

## Étoiles principales

### Rigil Kenttaurus (αCentauri)
α Centauri est le système stellaire le plus proche du système solaire. α Centauri A, également nommée Rigel Kentaurus (le pied du Centaure en arabe) ou Toliman, est la troisième étoile la plus lumineuse du ciel (magnitude apparente -0,01). Elle forme un système binaire avec sa compagne, α Centauri B. Cette dernière possède au moins une planète, α Cen Bb. Une troisième étoile semble liée gravitationnellement au couple : Proxima Centauri, une naine rouge invisible à l'œil nu mais dont la position dans le système d'α Centauri en fait l'étoile la plus proche du Soleil, éloignée de 4,22 années-lumière.
En 2015, des chercheurs d'Oxford remettent en cause l'existence de α Cen Bb  en simulant par ordinateur une étoile sans planète. Ils montrent qu'en ne considérant que des observations intermittentes, il est possible de retrouver un profil d'observation faisant croire à la présence d'une planète selon la méthode des vitesses radiales. Xavier Dumusque, le premier auteur de la publication de la découverte originale reconnut la qualité du travail et que « Nous n'en sommes pas sûrs à 100 %, mais la planète n’existe probablement pas ».

### Autres étoiles
Hadar, ou Agéna, (β Centauri) est une géante bleue de magnitude apparente 0,6.
Le Centaure contient également BPM 37093, une étoile morte qui serait constituée exclusivement de carbone cristallin, un gigantesque diamant.

## Objets célestes

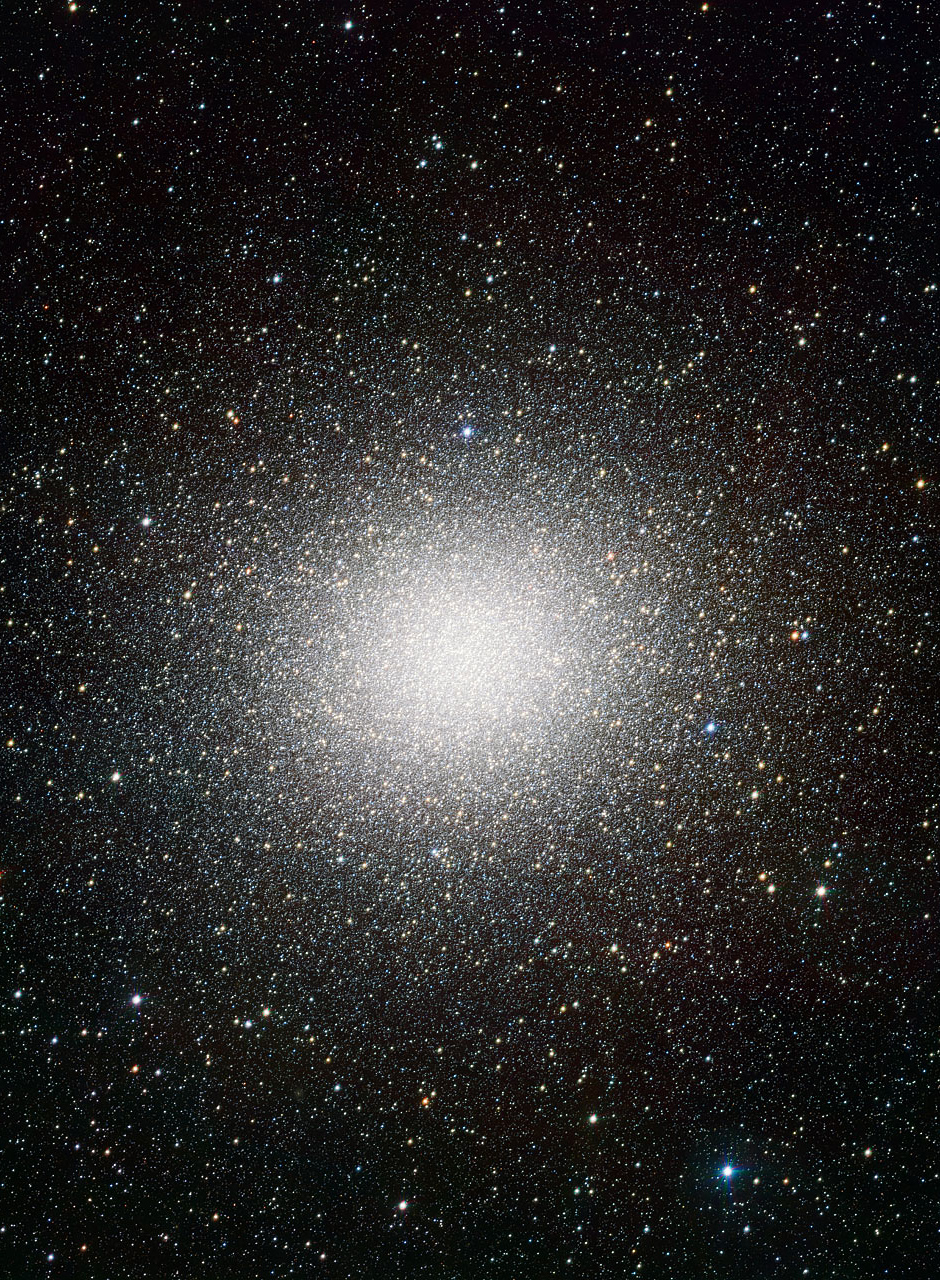
L'amas globulaire Omega Centauri.

Vaste constellation dont la partie Sud est traversée par la Voie lactée, la constellation du Centaure est riche en objets célestes. Le plus notable est sans doute ω Cen (Omega Centauri), un amas globulaire qui fut pendant longtemps considéré comme une étoile. Il s'agit de l'amas globulaire le plus vaste et le plus massif de la Voie lactée connu à ce jour. Sa magnitude apparente de 5,3 le rend distinguable à l'œil nu et un petit télescope permet de résoudre la plupart de ses étoiles les plus brillantes. NGC 5286 est un autre amas globulaire de la constellation (magnitude 7,4). Il est aisément repérable car situé sur le trajet d'une ligne imaginaire reliant les étoiles ζ Cen et ε Cen.
La constellation abrite également un autre objet céleste remarquable : Centaurus A (NGC 5128), une galaxie lenticulaire située à environ 4° au nord d'Omega Centauri. Sa magnitude apparente de 6,8 la rend distinguable dans une paire de jumelles.
La partie Sud de la constellation est riche en amas ouverts. On peut notamment citer NGC 3766, NGC 5138 et NGC 5662, visibles dans une paire de jumelles. Notons aussi IC 2944, un amas ouvert (magnitude 4,5) associé à une nébuleuse en émission, ainsi que NGC 5460, situé au Sud-Ouest de ζ Cen.
Du côté des nébuleuses, le Centaure abrite la nébuleuse du Boomerang, l'objet céleste le plus froid jamais mesuré (1 K). On y trouve également quelques nébuleuses planétaires tels que NGC 3918 (magnitude 8,1) et NGC 5307.